# Ian MacDonald
Ian MacDonald, egentligen Ian MacCormick, född 3 oktober 1948, död 20 augusti 2003 i Gloucestershire (självmord), var en brittisk författare och musikkritiker. Han är känd för sina biografier om The Beatles och Dmitrij Sjostakovitj.

## Liv och verk
MacDonald studerade vid Cambridge där han bland annat umgicks med kultsångaren Nick Drake. Han var med som textförfattare i sin brors band Quiet Sun där även den blivande gitarristen i Roxy Music, Phil Manzanera, ingick. Senare kom han att ägna sig åt omfattande musikkritik. Hans magnum opus är En revolution i huvudet (på svenska 1994) där MacDonald noggrant går igenom The Beatles samtliga inspelningar och sätter in både låtar och gruppen i ett större sammanhang. Denna bok följde han upp med sitt verk om Sjostakovitj. Han skrev för tidningarna Mojo och Uncut och jobbade även på en bok om David Bowie innan han tog sitt liv 20 augusti 2003, efter en lång tid av svåra depressioner.